# 아세틸콜린
아세틸콜린 (acetylcholine, ACh)은 신경전달물질로 작용하는 유기 분자이다. 아세트산과 콜린의 에스터이다.
아세틸콜린은 자율신경계의 신경전달물질 중 하나로, 자율신경절의 기본적인 신경전달물질이다. 중추신경계와 말초신경계 모두에 작용하며, 원심성 체성신경계에 작용하는 유일한 신경전달물질이다.
심장 조직에서 아세틸콜린을 통한 신경 전달은 저해 작용을 하여 심박수를 낮춘다. 반대로 골격근에서 아세틸콜린은 흥분성 신경전달물질로 작용한다.

## 역사
아세틸콜린은 1915년 헨리 핼릿 데일이 심장 조직에서 처음 발견하였다. 1921년 오토 뢰비가 이것이 신경전달물질이라는 것을 확인하고 미주 신경에서 방출되는 신경전달물질이라 하여 vaguss stuff 라 명명하였다. 헨리 핼릿 데일과 오토 뢰비는 화학적 신경전달을 연구한 공로로 1936년 노벨 생리학·의학상을 수상하였다. 아세틸콜린은 최초로 확인된 신경전달물질이다.

## 기능
아세틸콜린은 말초신경계와 중추신경계 모두에서 신경조절물질로 작용하며, 수용체와의 결합 상수가 매우 크다.
말초신경계에서 근육을 활성화하고, 자율신경계의 주요 신경전달물질로 작용한다. 중추신경계에서 아세틸콜린 및 그와 연관된 뉴런은 콜린성 신경전달물질계(neurotransmitter system)를 형성하며, 흥분을 억제하는 경향이 있다.

### 말초신경계
말초신경계에서 아세틸콜린은 골격근을 활성화시키고 또한 자율신경계의 주요 신경전달물질로 작용한다. 아세틸콜린은 골격근섬유의 아세틸콜린 수용체에 결합하여 근세포막에 있는 리간드 개폐 나트륨 통로를 연다. 나트륨 통로를 통해 나트륨이 근세포 내로 들어오면 근육 수축의 첫 단계가 시작된다. 아세틸콜린이 골격근은 수축시키지만, 심근 세포의 경우 무스카린성 수용체를 통하여 수축을 저해한다.

### 자율신경계
자율신경계에서 아세틸콜린은 다음과 같은 부위에서 방출된다.
- 부교감신경의 절전섬유와 절후섬유
- 교감신경의 절전섬유
  - 부신 수질은 변형된 교감신경절로, 아세틸콜린의 자극을 받아 에피네프린과 노르에피네프린을 방출한다.
- 몇몇 교감신경 절후섬유
  - 발한 운동(sudomotor)을 담당하는 신경에서 땀샘까지

### 중추신경계

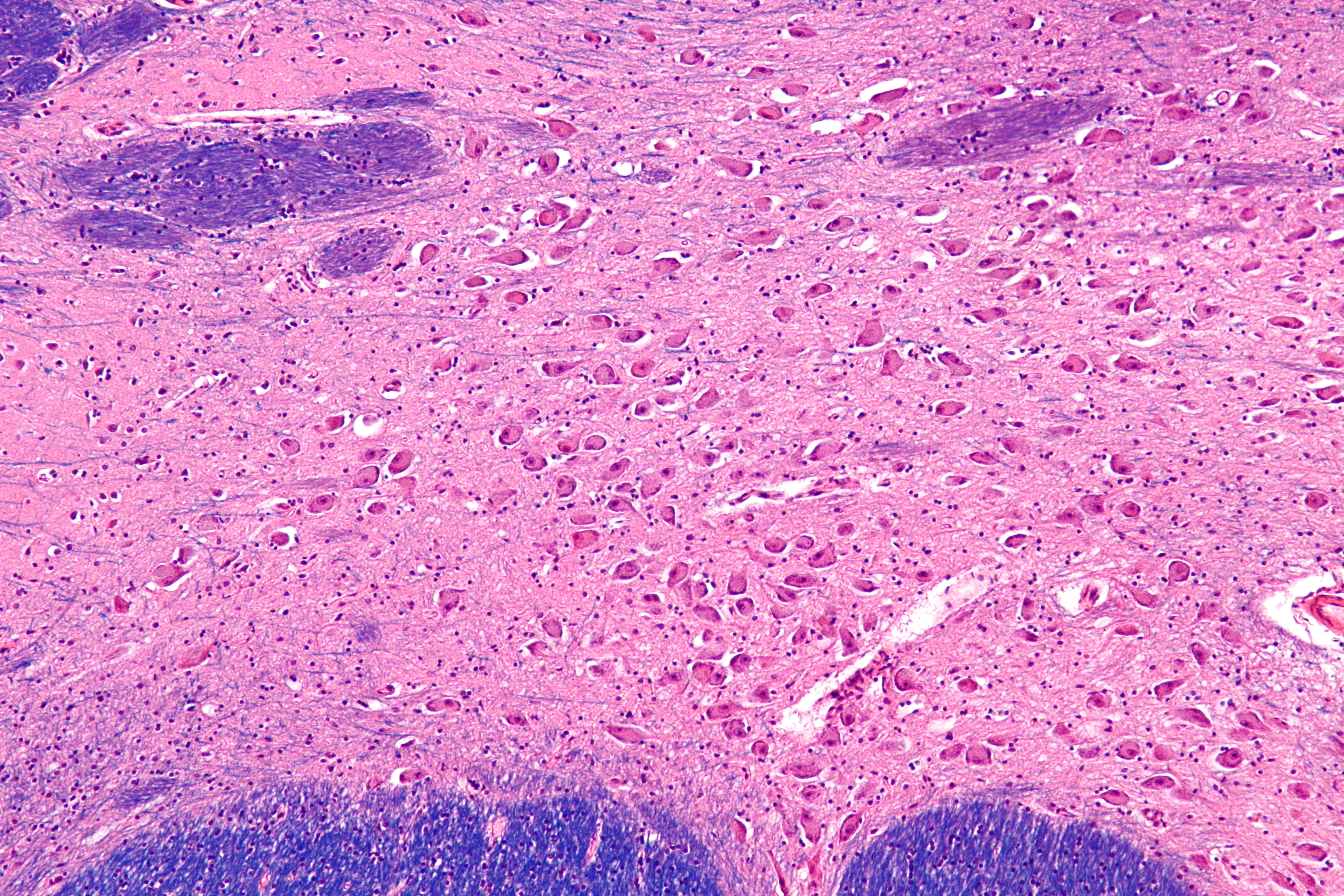
중추신경계에서 아세틸콜린을 생산하는 메이너트 기저핵(nucleus basalis of Meynert)의 현미경 사진.

중추신경계에서 아세틸콜린은 신경조절인자로서 가소성, 각성 및 보상 체계에 관여한다. 각성 상태일 때 감각 지각을 강화하는 역할을 하며, 계속해서 주의 집중하는 데에도 주요한 역할을 한다.
아세틸콜린을 생산하는 콜린성 시스템이 손상되면 알츠하이머 병과 연관된 기억 손실이 생길 수 있다.
아세틸콜린은 또한 렘 수면을 유도한다.
최근에 아세틸콜린 교란이 주요 우울 장애의 일차적인 원인이 될 수 있다는 주장이 제기되었다.

#### 흥분성 및 저해성
아세틸콜린은 본래 세포 안팎으로 흐르는 K+의 흐름을 막아서 느린 탈분극을 일으킨다. 다시 말해, 아세틸콜린은 비특이적인 양이온 흐름을 만들어 뉴런을 직접적으로 흥분시킨다. 시냅스 후 무스카린성 아세틸콜린 수용체 M4에 아세틸콜린이 결합하면 내향성 칼륨 통로(inward-rectifier potassium ion channel)가 열리고 시냅스 후에 자극 전달은 저해된다. 특정한 뉴런에 아세틸콜린이 미치는 영향은 콜린성 자극의 지속 가간에 따라 달라진다. 예를 들어, 아세틸콜린에 최대 수 초간 일시적으로 노출되면 Gq형 G 단백질 알파 소단위에 연결된 M1형 무스카린성 수용체를 통하여 피질 피라미드 뉴런(cortical pyramidal neuron)이 저해된다. M1 수용체가 활성화되면 세포 내에 저장되어 있는 칼슘이 방출되어 칼슘 방출에 의해 활성화되는 칼륨 전도가 일어나고, 이로 인해 피라미드 뉴런의 발화가 억제된다. 반면에 긴장성 M1 수용체는 강한 흥분성이다. 따라서 같은 시냅스 후 뉴런에 대해서 한 종류의 수용체에 작용하는 아세틸콜린은 수용체 활성화가 지속되는 시간에 따라 다양한 작용을 할 수 있다.
대뇌 피질에 있는 긴장성 아세틸콜린은 대뇌 피질 제4층의, 시상피질의 주요 표적인 중간 돌기 신경(medium spiny neuron)을 억제하는 반면 제2, 3층과 5층의 피라미드 세포를 흥분시킨다. 이로 인해 제4층의 약한 감각 입력은 거르고 제2, 3층과 5층 흥분성 소회로에 도달하는 입력은 증폭시킨다. 그 결과 아세틸콜린이 각 층에 미치는 영향은 피질 정보처리 과정에서 신호 잡음을 개선할 수 있다. 그와 동시에 아세틸콜린은 니코틴성 수용체를 통해 피질의 특정한 억제성 사이뉴런을 흥분시켜 피질 활성을 더욱 감소시킨다.

### 의사 결정
- 아세틸콜린이 피질에서 하는 역할로 가장 잘 밝혀진 것 중 하나가 감각 자극에 대한 반응으로 주의를 증가시키는 것이다. 시각,[12] 청각,[13] 몸감각[14] 자극이 주어지면 아세틸콜린의 위상성 증가로 인하여 각 감각에 대응하는 일차 감각 피질에 있는 뉴런의 발화율이 높아진다. 기저 전뇌(basal forebrain)에 있는 콜린성 뉴런에 병변이 있으면 시각 신호를 감지하는 능력이 심각하게 손상된다.[15] 아세틸콜린이 감각 정보 경로인 시상피질에 미치는 영향을 살펴보면, 생쥐의 청각 피질에 콜린성 작용제 카르바콜을 처리하는 시험관 내(in vitro) 실험에서 시상피질 활동이 증가하였고,[16] 또 다른 콜린성 작용제 니코틴을 처리하였더니 시상피질 시냅스의 활성이 강화되었다.[17] 이는 아세틸콜린이 감각 정보를 시상에서 각 피질 영역으로 전달하는 역할을 한다는 증거이다.

아세틸콜린은 피질 내 정보 전달을 억제한다. 콜린성 작용제 무스카린을 신피질 층에 처리하였더니 피질 내 시냅스의 흥분성 시냅스후 전위가 감소하고, 마찬가지로 콜린성 작용제 카르바콜을 생쥐 청각 피질에 처리하였더니 피질 내 활성을 억제하였다. 전위 민감성 염료를 이용한 실험을 통하여 쥐의 시각 피질 내 흥분의 전도가 아세틸콜린이 있을 때 억제된다는 것이 밝혀졌다.
학습의 특정 유형과 피질의 가소성 중 일부는 아세틸콜린에 의존한다. 단안 박탈(monocular deprivation)된 생물에서 일어나는 선조 피질에 콜린성 자극이 감소하면 그 피질 영역의 전형적인 시냅스 재배치가 감소하였다. 아세틸콜린 뉴런의 일차적 원천인 기저 전뇌에 특정한 주파수의 자극이 반복되면 청각 피질에 재배치가 일어나 그 음조를 처리하는데 적합하게 변화하였다. 경험에 의존하는 가소성에 관련된 아세틸콜린의 역할을 알아보기 위하여 배럴 피질(barrel cortex)에 콜린성 자극을 주지 않았더니 콜린성 자극이 감소한 쥐는 수염쌍(whisker-pairing) 가소성이 감소하였다. 피질 영역과는 별개로, 측좌핵(nucleus accumbens)에 있는 니코틴성 수용체와 무스카린성 수용체의 활성화가 욕구적 행동에 필수적이다.

## 합성과 분해
아세틸콜린은 특정한 뉴런에서 콜린 아세틸전이효소에 의해 콜린과 아세틸-CoA로부터 합성된다. 콜린성 뉴런은 아세틸콜린을 생산할 수 있다. 중추 콜린성 영역의 예로 기저 전뇌의 메이너트 기저핵(nucleus basalis Meynert)이 있다.
효소 아세틸콜린에스터레이스는 아세틸콜린을 불활성형 대사체인 콜린과 아세테이트로 전환한다. 이 효소는 시냅스 간극에 많이 존재하고, 자유 아세틸콜린을 시냅스에서 신속하게 제거하는 역할을 한다. 아세틸콜린을 제거하는 것은 근육이 올바로 기능하는데 필수적이다. 신경독소 중 일부는 아세틸콜린에스터레이스를 저해하고, 신경근육 접합부에 아세틸콜린이 과다하게 축적된다. 그 결과 호흡과 심장 박동에 필요한 근육이 마비되어 멈춘다.

## 수용체
아세틸콜린 수용체(AChR)는 크게 두 종류로 나뉜다. 니코틴성 아세틸콜린 수용체(nAChR)와 무스카린성 아세틸콜린 수용체(mAChR)가 그것이다. 각 수용체에는 니코틴과 무스카린이 각각 작용제로 기능하기 때문에 위와 같은 이름이 주어졌다.

### 니코틴성
니코틴성 아세틸콜린 수용체는 나트륨, 칼륨, 칼슘 이온을 투과시키는 이온성 수용체이다. 니코틴과 아세틸콜린이 리간드로 작용한다. 근육형과 신경형 두 가지 종류가 있는데, 전자는 큐라레에 의해, 후자는 헥사메토늄에 의해 선택적으로 차단된다. 니코틴성 아세틸콜린 수용체는 운동 종판과 자율신경절(교감 및 부교감 모두를 포함), 중추신경계에 주로 존재한다.

#### 중증 근무력증
중증 근무력증은 몸에서 니코틴성 아세틸콜린 수용체에 대한 항체를 생산하여 정상적인 아세틸콜린 신호 전달을 저해하여 생기는 자가면역질환이다. 환자는 근육이 약하고 쉽게 피로감을 느끼며, 시간이 지나면 운동 종판이 파괴된다. 치료에는 아세틸콜린에스터레이스를 완전히 저해하는 약물 이 쓰인다. 아세틸콜린에스터레이스 저해제는 신경과 근육 사이의 시냅스 간극에서 아세틸콜린이 불활성화되기 전에 각 수용체와 상호작용할 수 있는 시간을 벌어준다.

### 무스카린성
무스카린성 아세틸콜린 수용체는 대사성 수용체로 이온성 수용체보다 상대적으로 긴 시간 뉴런에 영향을 미친다. 이 수용체는 무스카린과 아세틸콜린에 의해 활성화된다. 무스카린성 수용체는 중추신경계와 심장, 폐, 위쪽 소화관 및 땀샘에 걸치는 말초신경계에 존재한다. 아세틸콜린은 백내장 수술을 할 때 동공을 급속히 수축시키기 위해서 사용되기도 한다. 식물 벨라돈나풀에서 얻는 아트로핀은 아세틸콜린과 정반대로 무스카린성 아세틸콜린 수용체를 막아 동공을 확장시킨다.

## 콜린성 계에 작용하는 약물
아세틸콜린의 활성을 방해 혹은 저해하거나 행동을 모방하는 약물은 매우 유용하게 쓰인다. 아세틸콜린 계에 작용하는 약물은 계를 자극하는 작용제이거나 혹은 저해하는 길항제이다.
| Drug                                                                                   | Nm  | Nn | M1 | M2 | M3 |
| -------------------------------------------------------------------------------------- | --- | -- | -- | -- | -- |
| 아세틸콜린, Carbachol, AChEi(Physostigmine, Galantamine, 네오스티그민, Pyridostigmine) | +   | +  | +  | +  | +  |
| 니코틴, 바레니클린, Cotinine                                                           | +   | +  |    |    |    |
| Succinylcholine                                                                        | +/- |    |    |    |    |
| Tubocurarine, Atracurium, Cisatracurium, Rocuronium, Vecuronium, Pancuronium           | -   |    |    |    |    |
| Epibatidine, DMPP, Decamethonium                                                       |     | +  |    |    |    |
| Trimethaphan, Mecamylamine, 부프로피온, Dextromethorphan, Hexamethonium                |     | -  |    |    |    |
| 무스카린, Methacholine, Oxotremorine, Bethanechol, Pilocarpine                         |     |    | +  | +  | +  |
| Atropine, Tolterodine, Oxybutynin                                                      |     |    | -  | -  | -  |
| Vedaclidine, Talsaclidine, Xanomeline, Ipratropium                                     |     |    | -  |    |    |
| Pirenzepine, Telenzepine                                                               |     |    | -  |    |    |
| Methoctramin                                                                           |     |    |    | -  |    |
| Darifenacin, 4-DAMP, Darifenacin, Solifenacin                                          |     |    |    |    | -  |

### 아세틸콜린 수용체 작용제 및 길항제
아세틸콜린 수용체에 대한 작용제와 길항제는 수용체에 직접적으로 영향을 주거나, 또는 수용체에 결합하는 리간드를 분해하는 효소 아세틸콜린에스터레이스에 영향을 주어 간접적으로 효과를 낼 수 있다. 작용제는 수용체가 활성화된 정도를 높이고, 길항제는 반대로 낮춘다.

#### 관련된 질병
아세틸콜린 수용체 작용제는 중증 근무력증과 알츠하이머 병을 치료하는데 이용된다.

##### 알츠하이머 병
알츠하이머 환자에게는 αβ42형 니코틴성 아세틸콜린 수용체가 감소하기 때문에 아세틸콜린에스터레이스를 저해하는 약물이 널리 사용된다. 약물의 예로 콜린에스터레이스를 경쟁적, 가역적으로 저해하는 브롬화수소산 갈란타민(galantamine hydrobromide)이 있다.

#### 직접 작용하는 것
여기 속하는 약물은 아세틸콜린이 수용체에 결합해서 하는 일을 모방한 것이다.
| - Acetyl l-carnitine - 아세틸콜린 - Bethanechol - Carbachol | - Cevimeline - 무스카린 - 니코틴 | - Pilocarpine - Suberylcholine - Suxamethonium |

#### 콜린에스터레이스 저해제
간접적으로 작용하는 아세틸콜린 수용체 작용제 중 대부분은 아세틸콜린에스터레이스를 저해하여 작용한다. 그 결과로 아세틸콜린이 축적되고 근육, 샘, 중추신경계가 지속적으로 자극된다. 이들은 효소 저해제의 한 예로, 아세틸콜린의 분해를 늦춰서 활성을 높이는 부류이다. 콜린에스터레이스 저해제 중 몇몇은 사린이나 VX와 같은 신경 작용제로 쓰이거나, 살충제(유기인산염이나 카바마이트)로 사용된다. 임상에서는 근육 이완제의 활성을 되돌리고 중증 근무력증과 알츠하이머 병의 증상을 치료하기 위해 쓰인다.

##### 가역적 저해제
아세틸콜린을 분해하는 효소 아세틸콜린에스터레이스를 가역적으로 저해하는 물질이다.
- 알츠하이머 병을 치료하는데 쓰이는 약물
  - Donepezil
  - Galantamine
  - Rivastigmine
  - Tacrine
- Edrophonium
- Neostigmine (마취에 사용되는 신경근육 차단제의 작용을 억제하기 위해 흔히 사용된다. 중증 근무력증에도 쓰인다.)
- Physostigmine (녹내장이나 항콜린성 약물 과다복용에 사용)
- Pyridostigmine (중증 근무력증에 쓰임)
- Carbamate 살충제 (e.g., Aldicarb)
- Huperzine A

##### 비가역적 저해제
반영구적으로 아세틸콜린에스터레이스를 저해한다.
- Echothiophate
- Isofluorophate
- 유기인산염 살충제 (Malathion, Parathion, Azinphos methyl, Chlorpyrifos)
- 유기인산염을 포함하는 신경 작용제 (e.g., 사린, VX)

유기인산염을 포함하는 신경 작용제의 피해자는 횡격막을 이완할 수 없어 질식사하는 경우가 대부분이다.

#### 아세틸콜린에스터레이스 재활성화
- Pralidoxime

### 아세틸콜린 수용체 길항제

#### 항무스카린성 제제
- 아트로핀
- Ipratropium
- Scopolamine
- Tiotropium
- 디펜히드라민

#### 신경절 차단제
- Mecamylamine
- Hexamethonium
- Trimethaphan

#### 신경근육 차단제
| - Atracurium - Cisatracurium - Doxacurium - Metocurine | - Mivacurium - Pancuronium - Rocuronium - Succinylcholine | - Vecuronium |

#### 합성 저해제
- 유기 수은화합물은 티올에 높은 친화성이 있어 콜린 아세틸전이효소의 기능 장애를 초래한다. 이로 인해 아세틸콜린 결핍을 유발할 수 있으며, 그 결과 근육 기능 장애를 일으킬 수 있다.

#### 콜린 재흡수 저해제
- Hemicholine

#### 방출 저해제
- 보툴린은 아세틸콜린의 방출을 억제하고, 검정과부거미의 독(α-라트로톡신)은 그 반대 작용을 한다. 아세틸콜린을 저해하면 근육 마비가 일어난다. 검정과부거미에 물리면 아세틸콜린이 과도하게 공급되고 근육은 수축하다가, 아세틸콜린이 소모되어 고갈되면 근육이 마비된다.

#### 기타
- Surugatoxin

## 같이 보기
- 아세틸콜린 수용체
- 페닐알라닌
- 트립토판

### 참고 문헌
1. ↑  Campbell, Reece (2002). 〈48〉. 《Biology》 (영어) 6판. San Francisco, CA: Pearson Education, Inc. 1037쪽. ISBN 0-8053-6624-5.
2. ↑  Jones, BE (2005). “From waking to sleeping: neuronal and chemical substrates”. 《Trends in pharmacological sciences》 (영어) 26 (11): 578–86. doi:10.1016/j.tips.2005.09.009. PMID 16183137.
3. ↑  AM. Himmelheber, M. Sarter, JP. Bruno (2000). “Increases in cortical acetylcholine release during sustained attention performance in rats”. 《Brain research. Cognitive brain research》 (영어) 9 (3): 313–25. doi:10.1016/S0926-6410(00)00012-4. PMID 10808142.
4. ↑  Francis PT, Palmer AM, Snape M, Wilcock GK (1999년 02월). “The cholinergic hypothesis of Alzheimer's disease: a review of progress”. 《J. Neurol. Neurosurg. Psychiatr.》 (영어) 66 (2): 137–47. PMC 1736202. PMID 10071091. 2014년 11월 26일에 원본 문서에서 보존된 문서. 2014년 9월 17일에 확인함.
5. ↑  Platt B, Riedel G (2011년 08월). “The cholinergic system, EEG and sleep”. 《Behav. Brain Res.》 (영어) 221 (2): 499–504. doi:10.1016/j.bbr.2011.01.017. PMID 21238497.
6. ↑  “Potential Root Cause of Depression Discovered by NARSAD Grantee”. 《Discoveries》 (영어). BRAIN & BEHAVIOR Research Foundation. 2013년 4월 18일. 2014년 7월 19일에 원본 문서에서 보존된 문서. 2014년 9월 2일에 확인함.
7. ↑  Haj-Dahmane S, Andrade R (1996년 06월). “Muscarinic activation of a voltage-dependent cation nonselective current in rat association cortex”. 《J. Neurosci.》 (영어) 16 (12): 3848–61. PMID 8656279.
8. 1 2 3  E. Eggermann, D. Feldmeyer (2009). “Cholinergic filtering in the recurrent excitatory microcircuit of cortical layer 4”. 《Proceedings of the National Academy of Sciences of the United States of America》 (영어) 106 (28): 11753–8. doi:10.1073/pnas.0810062106. PMC 2710689. PMID 19564614.
9. ↑  Gulledge AT, Stuart GJ (2005년 11월). “Cholinergic inhibition of neocortical pyramidal neurons”. 《J. Neurosci.》 (영어) 25 (44): 10308–20. doi:10.1523/JNEUROSCI.2697-05.2005. PMID 16267239.
10. ↑  Gulledge AT, Bucci DJ, Zhang SS, Matsui M, Yeh HH (2009년 08월). “M1 receptors mediate cholinergic modulation of excitability in neocortical pyramidal neurons”. 《J. Neurosci.》 (영어) 29 (31): 9888–902. doi:10.1523/JNEUROSCI.1366-09.2009. PMC 2745329. PMID 19657040.
11. ↑  Gulledge AT, Park SB, Kawaguchi Y, Stuart GJ (2007년 3월). “Heterogeneity of phasic cholinergic signaling in neocortical neurons”. 《J. Neurophysiol.》 (영어) 97 (3): 2215–29. doi:10.1152/jn.00493.2006. PMID 17122323. 2015년 5월 15일에 원본 문서에서 보존된 문서. 2014년 9월 17일에 확인함.
12. ↑  Spehlmann R, Daniels JC, Smathers CC (1971). “Acetylcholine and the synaptic transmission of specific impulses to the visual cortex”. 《Brain》 (영어) 94 (1): 125–38. doi:10.1093/brain/94.1.125. PMID 4324030.
13. ↑  Foote SL, Freedman R, Oliver AP (1975년 3월). “Effects of putative neurotransmitters on neuronal activity in monkey auditory cortex”. 《Brain Res.》 (영어) 86 (2): 229–42. doi:10.1016/0006-8993(75)90699-X. PMID 234774.
14. ↑  Stone TW (1972년 12월). “Cholinergic mechanisms in the rat somatosensory cerebral cortex”. 《J. Physiol. (Lond.)》 (영어) 225 (2): 485–99. PMC 1331117. PMID 5074408.
15. ↑  McGaughy J, Kaiser T, Sarter M (1996년 4월). “Behavioral vigilance following infusions of 192 IgG-saporin into the basal forebrain: selectivity of the behavioral impairment and relation to cortical AChE-positive fiber density”. 《Behav. Neurosci.》 (영어) 110 (2): 247–65. doi:10.1037/0735-7044.110.2.247. PMID 8731052.
16. 1 2  Hsieh CY, Cruikshank SJ, Metherate R (2000년 10월). “Differential modulation of auditory thalamocortical and intracortical synaptic transmission by cholinergic agonist”. 《Brain Res.》 (영어) 880 (1–2): 51–64. doi:10.1016/S0006-8993(00)02766-9. PMID 11032989.
17. 1 2  Gil Z, Connors BW, Amitai Y (1997년 9월). “Differential regulation of neocortical synapses by neuromodulators and activity”. 《Neuron》 (영어) 19 (3): 679–86. doi:10.1016/S0896-6273(00)80380-3. PMID 9331357.
18. ↑  Kimura F, Fukuda M, Tsumoto T (1999년 10월). “Acetylcholine suppresses the spread of excitation in the visual cortex revealed by optical recording: possible differential effect depending on the source of input”. 《Eur. J. Neurosci.》 (영어) 11 (10): 3597–609. doi:10.1046/j.1460-9568.1999.00779.x. PMID 10564367.
19. ↑  Bear MF, Singer W (1986). “Modulation of visual cortical plasticity by acetylcholine and noradrenaline”. 《Nature》 (영어) 320 (6058): 172–6. doi:10.1038/320172a0. PMID 3005879.
20. ↑  Kilgard MP, Merzenich MM (1998년 3월). “Cortical map reorganization enabled by nucleus basalis activity”. 《Science》 (영어) 279 (5357): 1714–8. doi:10.1126/science.279.5357.1714. PMID 9497289.
21. ↑  Baskerville KA, Schweitzer JB, Herron P (1997년 10월). “Effects of cholinergic depletion on experience-dependent plasticity in the cortex of the rat”. 《Neuroscience》 (영어) 80 (4): 1159–69. doi:10.1016/S0306-4522(97)00064-X. PMID 9284068.
22. ↑  Crespo JA, Sturm K, Saria A, Zernig G (2006년 5월). “Activation of muscarinic and nicotinic acetylcholine receptors in the nucleus accumbens core is necessary for the acquisition of drug reinforcement”. 《J. Neurosci.》 (영어) 26 (22): 6004–10. doi:10.1523/JNEUROSCI.4494-05.2006. PMID 16738243.
23. ↑  Silverthorn DU (2011년 3월 1일). 〈뉴런:세포와 네트워크의 특성〉.   고영규 외 역. 《인체생리학》 5판. 라이프사이언스. 265–267쪽. ISBN 978-89-6154-101-5.
24. ↑  Katzung, B.G. (2003). 《Basic and Clinical Pharmacology》 (영어) 9판. McGraw-Hill Medical. ISBN 0-07-141092-9.
25. ↑  Nałecz, Ka; Miecz, D; Berezowski, V; Cecchelli, R (Oct 2004). “Carnitine: transport and physiological functions in the brain”. 《Molecular aspects of medicine》 (영어) 25 (5–6): 551–67. doi:10.1016/j.mam.2004.06.001. ISSN 0098-2997. PMID 15363641.